# Heinrich von Hornberg
Heinrich von Hornberg († 14. November 1427) war ein Benediktiner und Abt der Klöster St. Peter auf dem Schwarzwald (1414–1427) und Reichenau (1426–1427). 

## Leben
Heinrich war der Sohn des Edelherren Bruno von Hornberg aus dem Schwarzwälder Adelsgeschlecht Hornberg.
Heinrich von Hornberg trat in das Kloster St. Peter auf dem Schwarzwald ein und war deren Abt von 1414 bis zu seinem Tode 1427. Papst Martin V. ersetzte Friedrich von Zollern am 23. Oktober 1426 durch Heinrich von Hornberg als Abt der Reichenau.
Er starb 1427 und wurde im Münster St. Maria und Markus in Mittelzell auf der Insel Reichenau bestattet.